# Sumarsam
Sumarsam (ur. 27 lipca 1944) – indonezyjski muzyk, etnomuzykolog, badacz muzyki gamelan.

## Życiorys
Kształcił się w zakresie world music na Wesleyan University (1974–1976). Studia magisterskie ukończył pracą zatytułowaną Inner Melody in Javanese Gamelan. W 1983 r. podjął na Uniwersytecie Cornella studia doktoranckie z zakresu etnomuzykologii i studiów nad Azją Południowo-Wschodnią. Doktoryzował się na podstawie rozprawy pt. Historical Contexts and Theories of Javanese Music (1992). Na podstawie jego doktoratu została wydana książka Gamelan: Cultural Interaction and Musical Development in Central Java (1995).
W 1992 r. objął stanowisko adiunkta na Wesleyan University, od 2011 r. pełnił funkcję profesora uniwersyteckiego, a w 2016 r. został mianowany profesorem muzyki. W 2017 r. został uhonorowany indonezyjskim odznaczeniem Satyalancana Kebudayaan.